# Mesembriomys
Mesembriomys — рід гризунів родини Muridae, ендемічний для Австралії.

## Морфологічні особливості
Довжина голови й тулуба Mesembriomys macrurus становить від 24 до 35 сантиметрів, а хвіст від 27 до 39 сантиметрів. Він важить від 430 до 870 грамів, його шерсть жовтувато-коричнева зверху і білувата знизу, а лапи чорні. Mesembriomys gouldii значно менший: довжина його голови й тулуба становить від 19 до 24 сантиметрів, а хвіст — від 30 до 36 сантиметрів. Маса становить від 210 до 330 грамів, його шерсть червоно-коричнева зверху і білувата знизу, а ноги чорні.

## Спосіб життя
Місцем проживання є лісові савани. Тут вони проводять дні в дуплах дерев, які вистилають листям. Вночі вони йдуть шукати їжу. Їм завжди доводиться спускатися на землю, щоб дістатися до інших дерев. У раціоні — горіхи й насіння, а також комахи в якості прикорму.